# بنی حسن، لیبی
بنی حسن، لیبی  یک منطقهٔ مسکونی در لیبی است که در استان مرقب واقع شده‌است.